# Rolf Turkka
Rolf Fredrik Turkka (Lahti, 30 de agosto de 1915 — Espoo, 29 de novembro de 1989) foi um velejador finlandês, medalhista olímpico. Ele competiu nos Jogos Olímpicos de Verão de 1952 na classe 6 Metre e conquistou a medalha de bronze na disputa a bordo do Ralia com Ernst Westerlund, Ragnar Jansson, Jonas Konto e Paul Sjöberg. Ele também venceu o campeonato finlandês de levantamento de peso na categoria até 67,5 kg em 1945 e 1946.